# Pouilly-le-Monial
Pour les articles homonymes, voir Pouilly.
Pouilly-le-Monial est une ancienne commune française, située dans le département du Rhône en région Auvergne-Rhône-Alpes. Elle a disparu depuis sa fusion, au 1er janvier 2017 avec la commune de Liergues pour former la nouvelle commune de Porte des Pierres Dorées.

## Histoire
Le toponyme « Pouilly » ferait référence à l'une des tribus rustiques de Rome Pollia à laquelle les enfants de légionnaires, nés dans les provinces de l’Empire, appartenaient par le droit du sol. Cependant, aucune trace d'occupation n'est attestée pendant la période romaine au niveau archéologique.

## Politique et administration

### Administration municipale
| Période                                  | Période  | Identité        | Étiquette | Qualité |
| ---------------------------------------- | -------- | --------------- | --------- | ------- |
| 2017                                     | 2020     | Alain Bertrand  |           |         |
| 2020                                     | En cours | Monique Moriaud |           |         |
| Les données manquantes sont à compléter. |          |                 |           |         |

| Période                                  | Période | Identité       | Étiquette | Qualité |
| ---------------------------------------- | ------- | -------------- | --------- | ------- |
| Les données manquantes sont à compléter. |         |                |           |         |
| avant 1995                               | ?       | Émile Gingène  | DVD       |         |
| 2001                                     | 2014    | Jean Laurent   |           |         |
| 2014                                     | 2016    | Alain Bertrand |           |         |

### Intercommunalité
La commune fait partie de la communauté de communes Beaujolais Pierres Dorées.

## Population et société

### Démographie
L'évolution du nombre d'habitants est connue à travers les recensements de la population effectués dans la commune depuis 1793. À partir du 1er janvier 2009, les populations légales des communes sont publiées annuellement dans le cadre d'un recensement qui repose désormais sur une collecte d'information annuelle, concernant successivement tous les territoires communaux au cours d'une période de cinq ans. 
Pour les communes de moins de 10 000 habitants, une enquête de recensement portant sur toute la population est réalisée tous les cinq ans, les populations légales des années intermédiaires étant quant à elles estimées par interpolation ou extrapolation. Pour la commune, le premier recensement exhaustif entrant dans le cadre du nouveau dispositif a été réalisé en 2005,.
En 2014, la commune comptait 975 habitants, en évolution de +9,92 % par rapport à 2009 (Rhône : +5,46 %, France hors Mayotte : +2,49 %).
| 1793 | 1800 | 1806 | 1821 | 1831 | 1836 | 1841 | 1846 | 1851 |
| ---- | ---- | ---- | ---- | ---- | ---- | ---- | ---- | ---- |
| 435  | 451  | 508  | 474  | 448  | 502  | 507  | 507  | 528  |

| 1856 | 1861 | 1866 | 1872 | 1876 | 1881 | 1886 | 1891 | 1896 |
| ---- | ---- | ---- | ---- | ---- | ---- | ---- | ---- | ---- |
| 510  | 591  | 563  | 616  | 631  | 554  | 557  | 486  | 518  |

| 1901 | 1906 | 1911 | 1921 | 1926 | 1931 | 1936 | 1946 | 1954 |
| ---- | ---- | ---- | ---- | ---- | ---- | ---- | ---- | ---- |
| 521  | 549  | 490  | 393  | 379  | 358  | 380  | 363  | 447  |

| 1962 | 1968 | 1975 | 1982 | 1990 | 1999 | 2005 | 2010 | 2014 |
| ---- | ---- | ---- | ---- | ---- | ---- | ---- | ---- | ---- |
| 464  | 493  | 535  | 598  | 654  | 721  | 783  | 910  | 975  |

## Culture et patrimoine

### Lieux et monuments

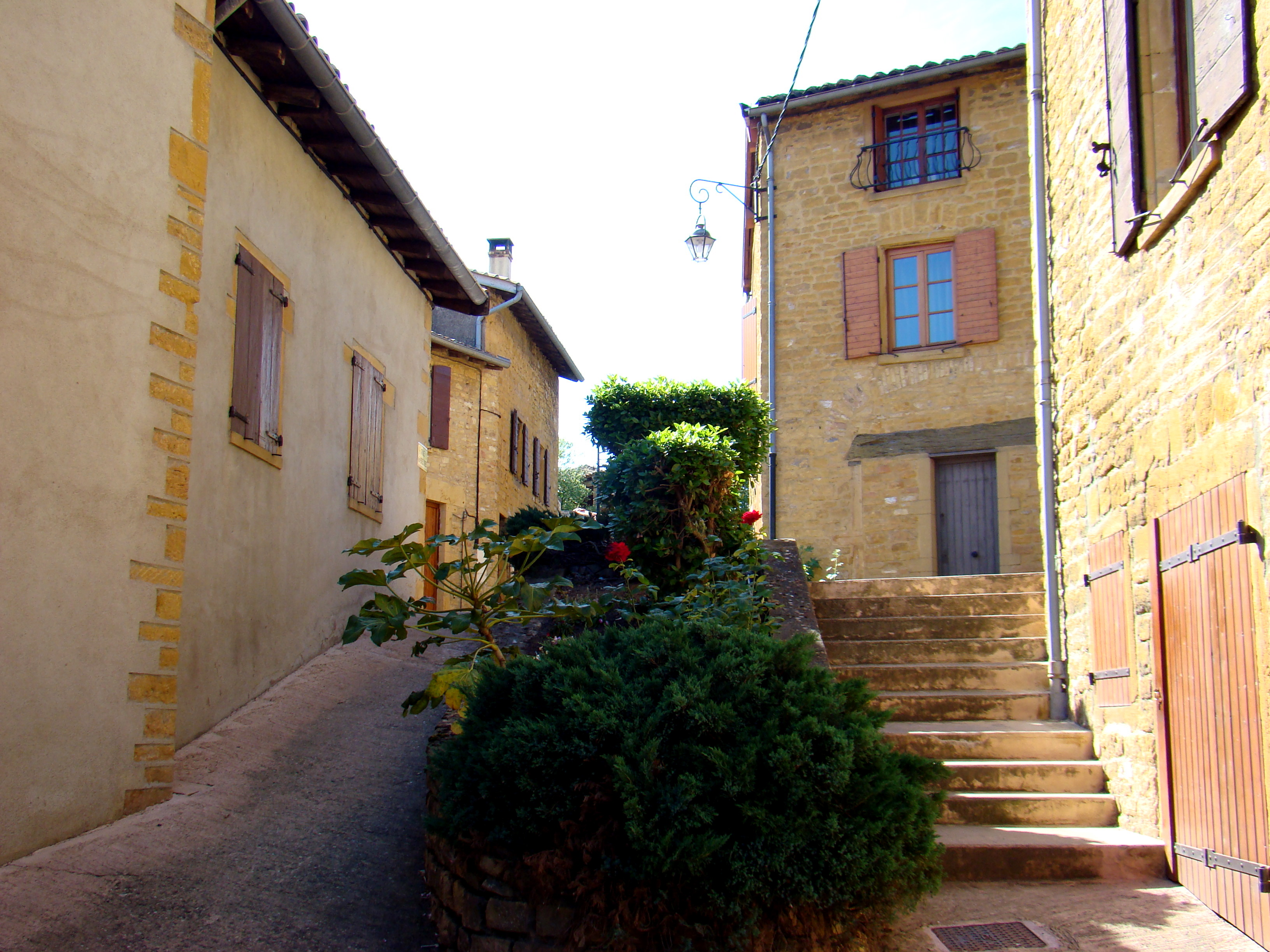
Une ruelle du village.
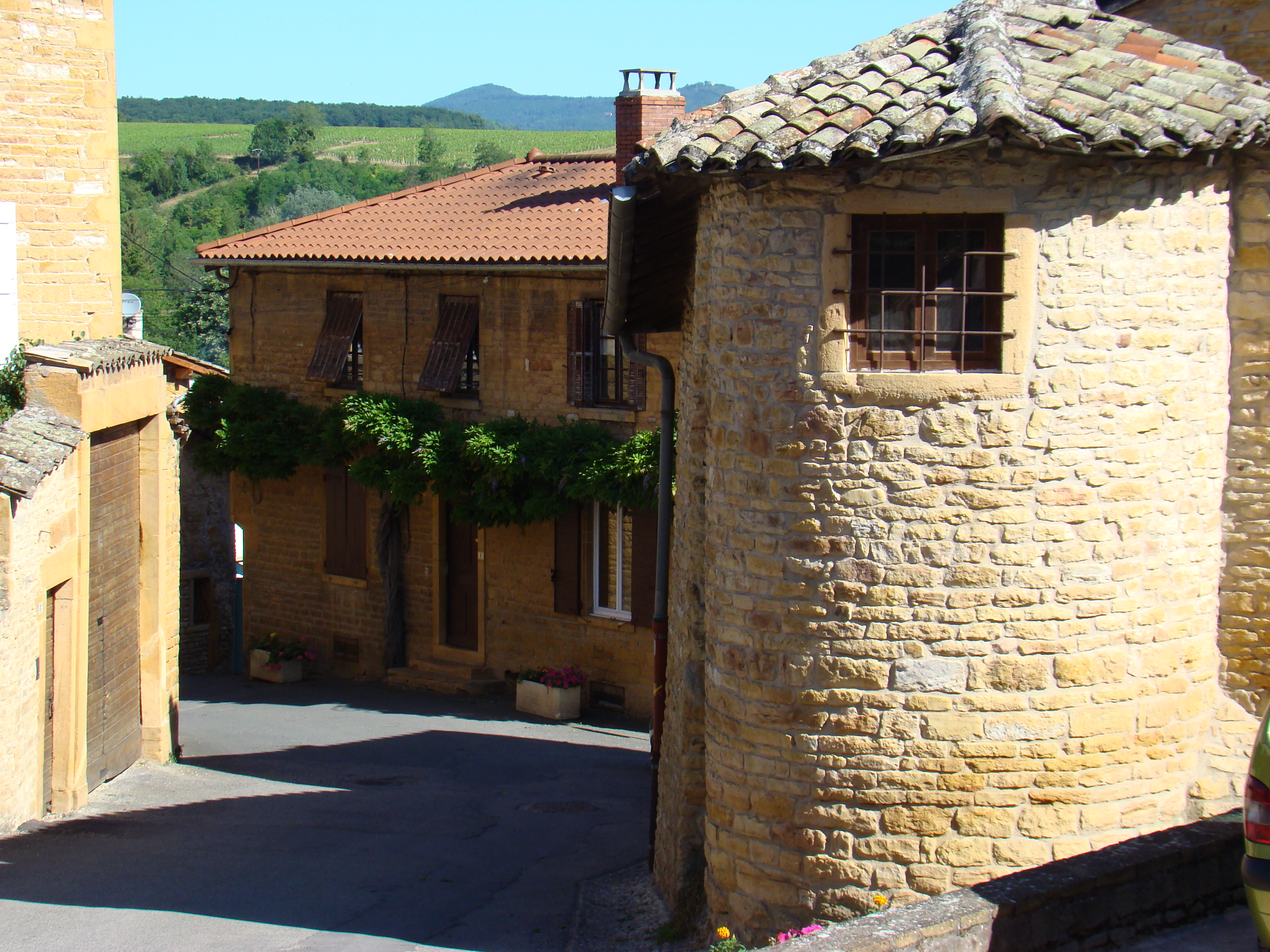
Une rue du village.
Blason de la ville Pouilly-le-Monial.
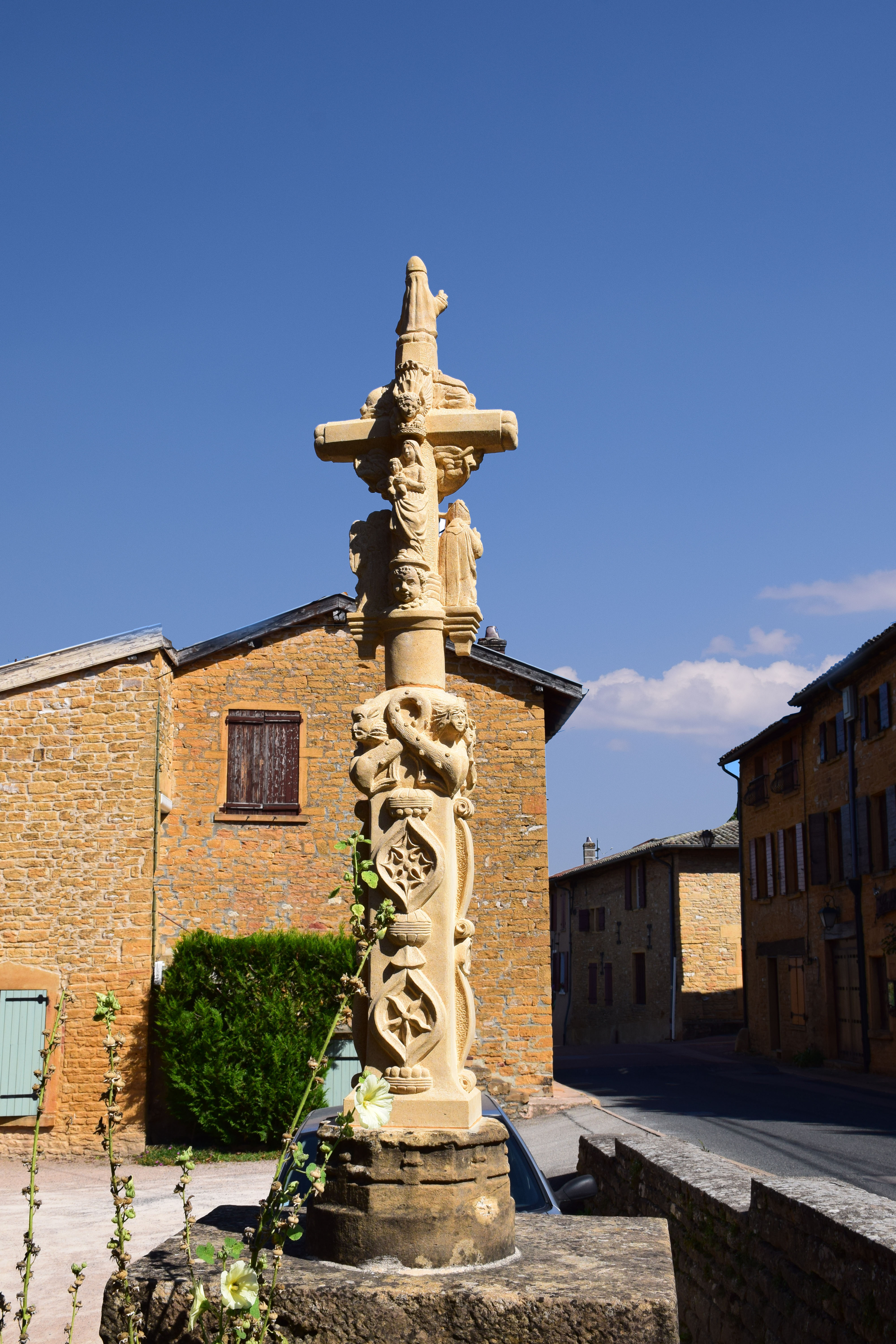
Croix.
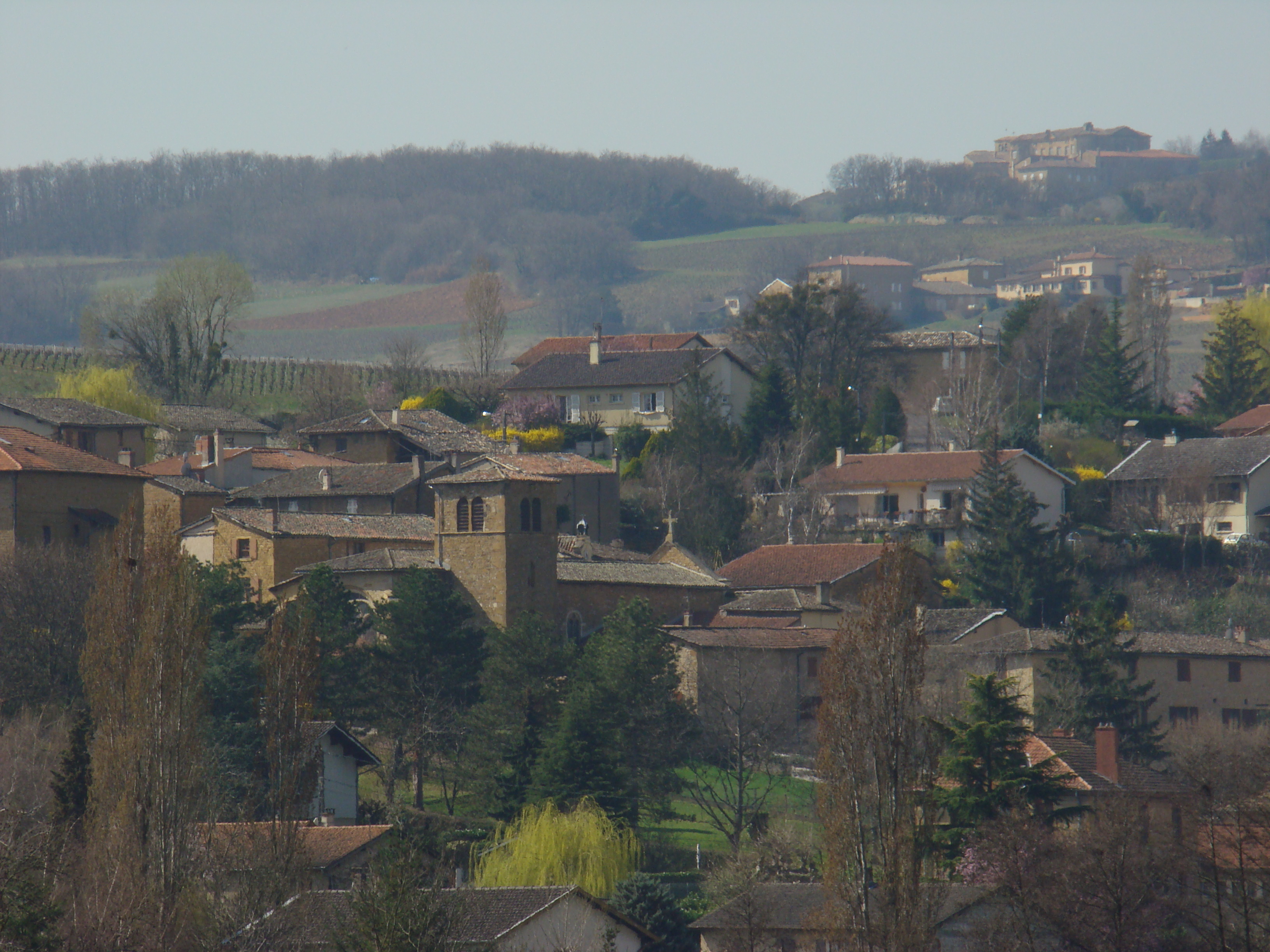
Vue générale.

### Personnalités liées à la commune
- Louis Greppo (1810-1888), député républicain, est né à Pouilly-le-Monial.